# HMS Carlskronas långresor

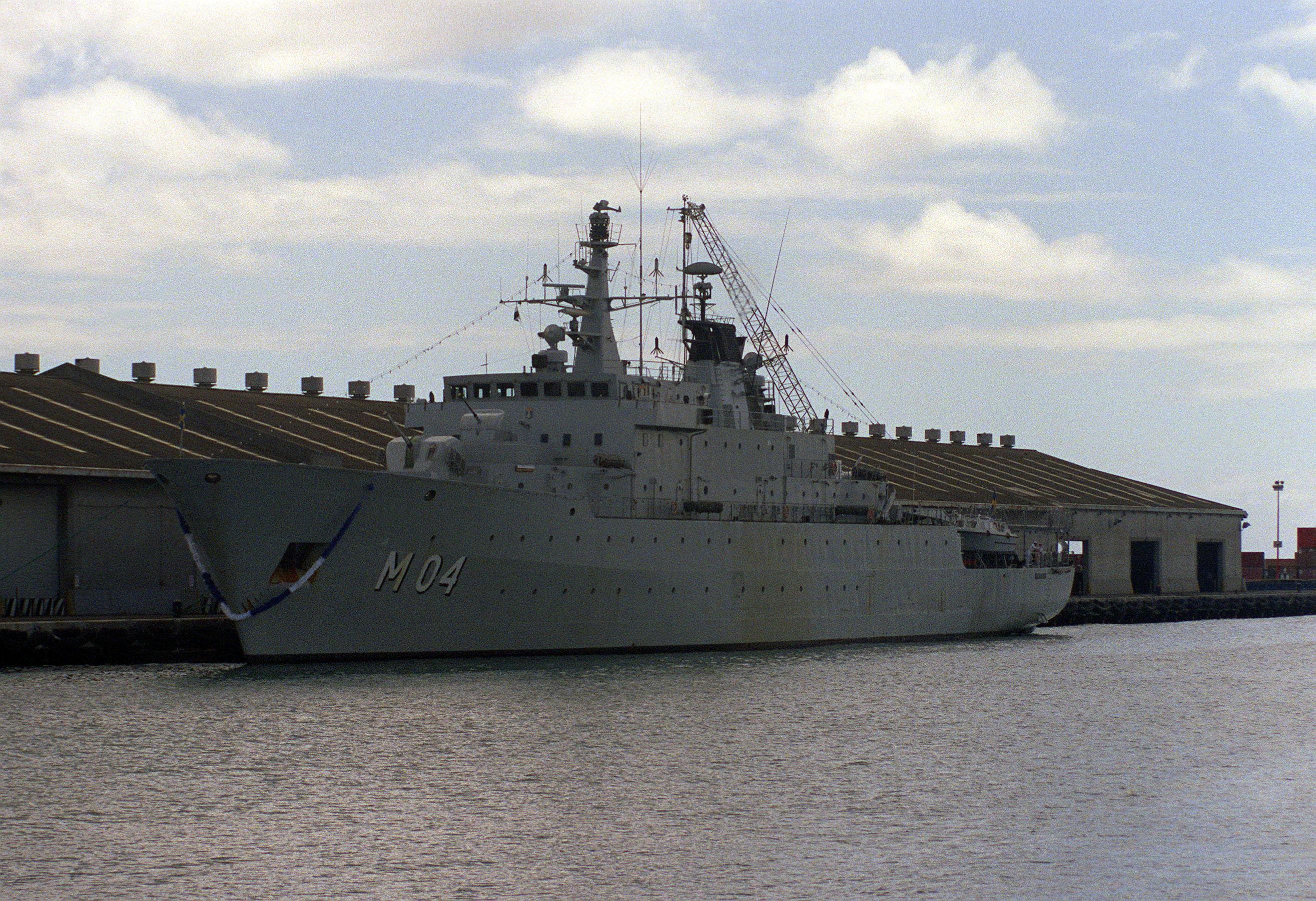
HMS Carlskrona i Pearl Harbor under långresa 1992.

HMS Carlskrona företog 22 långresor 1982–2005. Därav var fyra världsomseglingar.

## 1982–1983
Detta var hennes första långresa. Den gick via Suezkanalen till Singapore, Kina och Japan. Återresan skedde samma väg via Malaysia och Lissabon, Portugal. Fartygschef var kommendörkapten Christer Fredholm. Sekond var kommendörkapten Carl-Gustav Fransén.
Färdväg
1. Karlskrona, Avseglade 15 december 1982
2. Gavdos, Grekland. Anlöpte 24 december 1982, avseglade 25 december 1982 (Uteankarplats)
3. Alexandria, Egypten. Anlöpte 26 december 1982, avseglade 30 december 1982
4. Colombo, Sri Lanka. Anlöpte 12 januari 1983, avseglade 13 januari 1983
5. Singapore. Anlöpte 17 januari 1983
6. Shanghai, Kina. Anlöpte 24 januari 1983, avseglade 28 januari 1983
7. Kobe, Japan. Anlöpte 30 januari 1983, avseglade 3 februari 1983
8. Hongkong. Anlöpte 7 februari 1983, avseglade 10 februari 1983
9. Pinang, Malaysia. Anlöpte 15 februari 1983, avseglade 19 februari 1983
10. Jeddah, Saudiarabien. Anlöpte 2 mars 1983, avseglade 4 mars 1983
11. Lissabon, Portugal. Anlöpte 16 mars 1983, avseglade 18 mars 1983
12. Karlskrona. Anlöpte 22 mars 1983

## 1983–1984
Gick via Kanarieöarna till Sydamerika, Västindien och USA. Fartygschef var kommendörkapten Lars Thomasson. Sekond var kommendörkapten T. Nilsson.
Färdväg
1. Karlskrona. Avseglade 13 december 1983
2. Funchal, Madeira, Portugal. Anlöpte 20 december 1983, avseglade 23 december 1983
3. Kanarieöarna. Anlöpte 24 december 1983, Avseglade 24 december 1983 (Uteankarplats)
4. Cabo Frio, Brasilien. Anlöpte 3 januari 1984, avseglade 4 januari 1984 (Uteankarplats)
5. Rio de Janeiro, Brasilien. Anlöpte 4 januari 1984, avseglade 8 januari 1984
6. Iles du Salut (Djävulsön), Franska Guyana. Anlöpte 17 januari 1984, avseglade 17 januari 1984 (Uteankarplats)
7. Port of Spain, Trinidad. Anlöpte 19 januari 1984, avseglade 21 januari 1984
8. Saint Barthélemy, Västindien. Anlöpte 22 januari 1984, avseglade 24 januari 1984
9. Saint Johns, Antigua och Barbuda, Västindien. Anlöpte 25 januari 1984, avseglade 25 januari 1984 (Uteankarplats)
10. Cartagena, Colombia. Anlöpte 28 januari 1984, avseglade 1 februari 1984
11. San Miguel de Cozumel, Mexiko. Anlöpte 3 februari 1984, avseglade 3 februari 1984
12. Veracruz, Mexiko. Anlöpte 6 februari 1984, avseglade 10 februari 1984
13. Houston, USA. Anlöpte 13 februari 1984, avseglade 17 februari 1984
14. Savannah, USA. Anlöpte 21 februari 1984, avseglade 25 februari 1984
15. Portsmouth, England. Anlöpte 8 mars 1985, avseglade 12 mars 1984
16. Karlshamn. Anlöpte 16 mars 1984

## 1984–1985
Gick genom Medelhavet och Suezkanalen till Kenya, Seychellerna, Singapore och Indien. Fartygschef var kommendörkapten Sven Carlsson. Sekond var örlogskapten P. Norberg.
Färdväg
1. Karlskrona. Avseglade 11 december 1984
2. Neapel, Italien. Anlöpte 19 december 1984, avseglade 23 december 1984
3. Malta, Italien. Anlöpte 24 december 1984, avseglade 24 december 1984
4. Mombasa, Kenya. Anlöpte 4 januari 1985, avseglade 8 januari 1985
5. Seychellerna. Anlöpte 11 januari 1985, avseglade 13 januari 1985
6. Jakarta, Indonesien. Anlöpte 21 januari 1985, avseglade 25 januari 1985
7. Bali, Indonesien. Anlöpte 27 januari 1985, avseglade 31 januari 1985
8. Singapore. Anlöpte 3 februari 1985, avseglade 7 februari 1985
9. Bombay, Indien. Anlöpte 14 februari 1985, avseglade 18 februari 1985
10. Tunis, Tunisien. Anlöpte 1 mars 1985, avseglade 5 mars 1985
11. Bordeaux, Frankrike. Anlöpte 10 mars 1985, avseglade 13 mars 1985
12. Karlskrona. Anlöpte 19 mars 1985

## 1985–1986
Gick genom Medelhavet och Suezkanalen till Malaysia och Kina. Fartygschef var kommendörkapten Gustaf af Klint. Sekond var örlogskapten L. Lindheimer.
Färdväg
1. Karlskrona. Avseglade 6 december 1985
2. Cartagena, Spanien. Anlöpte 12 december 1985, avseglade 13 december 1985
3. Djibouti. Anlöpte 23 december 1985, avseglade 23 december 1985
4. Maldiverna. Anlöpte 29 december 1985, avseglade 29 december 1985 (Uteankarplats)
5. Port Kelang, Malaysia. Anlöpte 4 januari 1986, avseglade 7 januari 1986
6. Brunei, Malaysia. Anlöpte 13 januari 1986, avseglade 15 januari 1986
7. Shanghai, Kina. Anlöpte 21 januari 1986, avseglade 24 januari 1986
8. Hongkong. Anlöpte 28 januari 1986, avseglade 31 januari 1986
9. Colombo, Sri Lanka. Anlöpte 9 februari 1986, avseglade 12 februari 1986
10. Muscat, Oman. Anlöpte 18 februari 1986, avseglade 20 februari 1986
11. Alexandria, Egypten. Anlöpte 1 mars 1986, avseglade 3 mars 1986
12. Rotterdam, Holland. Anlöpte 13 mars 1986, avseglade 15 mars 1986
13. Karlskrona. Anlöpte 19 mars 1986

## 1986–1987
Första resan jorden runt. Gick till Västindien, vidare genom Panamakanalen till västra USA, Hawaii, Japan, Australien och Indien. Fartygschef var kommendörkapten Gunnar Rasmusson. Sekond var örlogskapten T. Wärdig. Navigationsofficer var örlogskapten Carl Arvid Klingspor.
Färdväg
1. Karlskrona. Avseglade 31 oktober 1986
2. Ponta Delgada, Azorerna 8 timmar för bunkring
3. Saint-Barthélemy, Västindien. Anlöpte 13 november 1986, avseglade 16 november 1986
4. Cristóbal Colón, Panama. Anlöpte 20 november 1986, avseglade 21 november 1986
5. Pärlöarna, Panama. Anlöpte 22 november 1986 (Uteankarplats)
6. San Diego, USA. Anlöpte 2 december 1986, avseglade 6 december 1986
7. Honolulu, Hawaii, USA. Anlöpte 12 december 1986, avseglade 16 december 1986
8. Kauai, Waimea bay, USA. Anlöpte 16 december, avseglade 17 december (Uteankarplats)
9. Tokyo, Japan. Anlöpte 27 december 1986, avseglade 1 januari 1987
10. San Fernando Bay, Filippinerna. Anlöpte 5 januari 1987, avseglade 6 januari 1987 (Uteankarplats)
11. Hongkong. Anlöpte 8 januari 1987, avseglade 12 januari 1987
12. Manilla, Filippinerna. Anlöpte 16 januari 1987, avseglade 21 januari 1987
13. Palawan, Filippinerna. Anlöpte 22 januari 1987, avseglade 24 januari 1987 (Uteankarplats)
14. Sydney, Australien. Anlöpte 4 februari 1987, avseglade 9 februari 1987
15. Jervis Bay, Australien Anlöpte 9 februari 1987,Avseglade 10 februari 1987 (Uteankarplats Australiens Sjökrigsskola)
16. Fremantle, Australien. Anlöpte 16 februari 1987, avseglade 20 februari 1987
17. Cocos Island, Australien. Anlöpte 25 februari 1987, avseglade 27 februari 1987
18. Madras, Indien. Anlöpte 5 mars 1987, avseglade 9 mars 1987
19. Syracusa, Italien. Anlöpte 24 mars 1987, avseglade 26 mars 1987
20. Lissabon, Portugal. Anlöpte 30 mars 1987, avseglade 3 april 1987
21. Karlskrona. Anlöpte 10 april 1987

## 1987–1988
Gick via östra Sydamerika, genom Panamakanalen till Mexiko, Hawaii och USA. Fartygschef var kommendörkapten Anders Hallin. Sekond var örlogskapten G. Bergljung.
Färdväg
1. Karlskrona. Avseglade 10 december 1987
2. Funchal, Madeira, Portugal. Anlöpte 17 december 1987, avseglade 21 december 1987
3. Kap Verde. Anlöpte 24 december 1987, avseglade 25 december 1987 (Uteankarplats)
4. Recife, Brasilien. Anlöpte 30 december 1987, avseglade 1 januari 1988
5. Buenos Aires, Argentina. Anlöpte 8 januari 1988, avseglade 12 januari 1988
6. São Sebastião, São Paulo, Brasilien. Anlöpte 15 januari 1988, avseglade 17 januari 1988 (Uteankarplats)
7. Rio de Janeiro, Brasilien. Anlöpte 18 januari 1988, avseglade 22 januari 1988
8. Iles du Salut (Djävulsön), Franska Guyana. Anlöpte 30 januari 1988, avseglade 1 februari 1988 (Uteankarplats)
9. La Guaira, Venezuela. Anlöpte 4 februari 1988, avseglade 8 februari 1988
10. Balboa, Panama. Anlöpte 11 februari 1988, avseglade 13 februari 1988
11. Acapulco, Mexiko. Anlöpte 17 februari 1988, avseglade 22 februari 1988 (Skifte av kadettomgång)
12. Honolulu, Hawaii, USA. Anlöpte 2 mars 1988, avseglade 7 mars 1988
13. Galapagos, Ecuador. Anlöpte 18 mars 1988, avseglade 21 mars 1988 (Uteankarplats)
14. Balboa, Panama. Anlöpte 24 mars 1988, avseglade 25 mars 1988 (Bara passage p.g.a. oroligheter iland)
15. San Miguel[förtydliga], Mexiko. Anlöpte 27 mars 1988, avseglade 28 mars 1988 (Uteankarplats)
16. New Orleans, USA. Anlöpte 30 mars 1988, avseglade 4 april 1988
17. Wilmington, USA. Anlöpte 8 april 1988, avseglade 13 april 1988 (350-årsjubileum av kolonin Nya Sverige med kungaparet)
18. New York, USA. Anlöpte 15 april 1988, avseglade 19 april 1988 (Kungaparet embarkerade i New Jersey, övernattade och debarkerade på Manhattan dagen därpå.)
19. Hamilton, Bermuda. Anlöpte 21 april 1988, avseglade 24 april 1988
20. Dublin, Irland. Anlöpte 2 maj 1988, avseglade 6 maj 1988
21. Karlskrona. Anlöpte 11 maj 1988

## 1988–1989
Gick via Medelhavet till Brasilien, Västindien och USA. Fartygschef var kommendörkapten Bengt Ståhl. Sekond var örlogskapten C-J Hultvi.
Färdväg
1. Karlskrona. Avseglade 19 oktober 1988
2. Göteborg. Avseglade 21 oktober 1988
3. Milos, Grekland. Anlöpte 31 oktober 1988, avseglade 2 november 1988 (Uteankarplats)
4. Istanbul, Turkiet. Anlöpte 3 november 1988, avseglade 7 november 1988 (Uteankarplats)
5. Kos, Grekland. Anlöpte 8 november 1988, avseglade 10 november 1988
6. Alexandria, Egypten. Anlöpte 12 november 1988, avseglade 16 november 1988
7. Sardinien, Italien. Anlöpte 19 november 1988, avseglade 22 november 1988
8. Malaga, Spanien. Anlöpte 24 november 1988, avseglade 28 november 1988
9. Kap Verde. Anlöpte 3 december 1988, avseglade 7 december 1988
10. Dakar, Senegal. Anlöpte 8 december 1988, avseglade 12 december 1988
11. Fortaleza, Brasilien. Anlöpte 19 december 1988, avseglade 23 december 1988
12. Las Palmas, Kanarieöarna. Anlöpte 31 december 1988, avseglade 5 januari 1989
13. Belém, Brasilien. Anlöpte 13 januari 1989, avseglade 17 januari 1989
14. Bequia Island, Grenadinerna, Västindien. Anlöpte 21 januari 1989, avseglade 23 januari 1989 (Uteankarplats)
15. Havanna, Kuba. Anlöpte 28 januari 1989, avseglade 1 februari 1989
16. Montego Bay, Jamaica. Anlöpte 3 februari 1989, avseglade 5 februari 1989
17. Houston, USA. Anlöpte 9 februari 1989, avseglade 13 februari 1989
18. Saint-Barthélemy, Västindien. Anlöpte 21 januari 1989, avseglade 23 januari 1989 (Uteankarplats)
19. Saint Lucia, Västindien. Anlöpte 22 februari 1989, avseglade 26 februari 1989
20. Barbados, Västindien. Anlöpte 23 februari 1989, avseglade 27 februari 1989
21. Lissabon, Portugal. Anlöpte 9 mars 1989, avseglade 13 mars 1989
22. Brest, Frankrike. Anlöpte 16 mars 1989 avseglade 19 mars 1989
23. Göteborg. Anlöpte 22 mars 1989, avseglade 22 mars 1989
24. Karlskrona. Anlöpte 23 mars 1989

## 1989–1990
Gick via Medelhavet och genom Suezkanalen till Asien och Australien. Fartygschef var kommendörkapten Torsten Nilsson. Sekond var örlogskapten A. Norling.
Färdväg
1. Karlskrona. Avseglade 19 oktober 1989
2. Muscat, Oman. Anlöpte 13 november 1989, avseglade 15 november 1989
3. Bombay, Indien. Anlöpte 20 november 1989, avseglade 24 november 1989
4. Maldiverna. Anlöpte 27 november 1989, avseglade 29 november 1989 (Uteankarplats)
5. Pinang, Malaysia. Anlöpte 3 december 1989, avseglade 8 december 1989
6. Bangkok, Thailand. Anlöpte 12 december 1989, avseglade 16 december 1989
7. Bandar Seri Begawan, Brunei. Anlöpte 21 december 1989, avseglade 23 december 1989
8. Natunaöarna, Indonesien. Anlöpte 27 december 1989, avseglade 1 januari 1990 (Uteankarplats)
9. Singapore. Anlöpte 2 januari 1990, avseglade 4 januari 1990
10. Sydney, Australien. Anlöpte 15 januari 1990, avseglade 19 januari 1990
11. Adelaide, Australien. Anlöpte 22 januari 1990, avseglade 26 januari 1990
12. Fremantle, Australien. Anlöpte 30 januari 1990, avseglade 31 januari 1990
13. Cocos Island, Australien. Anlöpte 4 februari 1990, avseglade 6 februari 1990
14. Victoria, Seychellerna. Anlöpte 13 februari 1990, avseglade 16 februari 1990
15. Mombasa, Kenya. Anlöpte 21 februari 1990, avseglade 23 februari 1990
16. Port Said, Egypten. Anlöpte 4 mars 1990
17. Livorno, Italien. Anlöpte 13 mars 1990, avseglade 13 mars 1990
18. Karlskrona. Anlöpte 22 mars 1990

## 1990–1991
Gick till östra Sydamerika, Västindien, USA och Kanada. Fartygschef var kommendörkapten Rolf Blomqvist. Sekond var örlogskapten R. de Maré.
Färdväg
1. Karlskrona. Avseglade 19 oktober 1990
2. Casablanca, Marocko. Anlöpte 26 oktober 1990, avseglade 29 oktober 1990
3. Natal, Brasilien. Anlöpte 6 november 1990, avseglade 8 november 1990
4. Montevideo, Uruguay. Anlöpte 16 november 1990, avseglade 20 november 1990
5. Rio de Janeiro, Brasilien. Anlöpte 23 november 1990, avseglade 27 november 1990
6. Iles du Salut (Djävulsön), Franska Guyana. Anlöpte 5 december 1990, avseglade 6 december 1990 (Uteankarplats)
7. Fort de France, Martinique, Västindien. Anlöpte 10 december 1990, avseglade 14 december 1990
8. Colón, Panama. Anlöpte 17 december 1990, avseglade 19 december 1990 (Uteankarplats)
9. Balboa, Panama. Anlöpte 19 december 1990, avseglade 20 december 1990
10. Pärlöarna, Panama. Anlöpte 21 december 1990, avseglade 23 december 1990 (Uteankarplats)
11. Acapulco, Mexiko. Anlöpte 28 december 1990, avseglade 3 januari 1991
12. Santa Barbara, USA. Anlöpte 8 januari 1991, avseglade 9 januari 1989 (Uteankarplats)
13. Vancouver, Kanada. Anlöpte 14 januari 1991, avseglade 18 januari 1991
14. San Francisco, USA. Anlöpte 22 januari 1991, avseglade 26 januari 1991
15. Isla Perlas, Galapagosöarna, Ecuador. Anlöpte 11 februari 1991, avseglade 12 februari 1991
16. Caymanöarna, Västindien. Anlöpte 17 februari 1991, avseglade 19 februari 1991
17. New Orleans, USA. Anlöpte 22 februari 1991, avseglade 26 februari 1991
18. Freeport, Bahamas. Anlöpte 1 mars 1991, avseglade 1 mars 1991
19. London, England. Anlöpte 14 mars 1991, avseglade 18 mars 1991
20. Karlskrona. Anlöpte 22 mars 1991

## 1991–1992
Andra resan jorden runt. Gick till Sydamerika, Tahiti, Australien, Asien och Afrika. Fartygschef var kommendörkapten Carl Gustav Fransén. Sekond var kommendörkapten Harald Abramson.
Färdväg
1. Karlskrona. Avseglade 30 oktober 1991
2. Kap Verde. Anlöpte 9 november 1991, avseglade 12 november 1991
3. San Sebastian, Brasilien. Anlöpte 21 november 1991, avseglade 23 november 1991 (Uteankarplats)
4. Santos, Brasilien. Anlöpte 23 november 1991, avseglade 27 november 1991
5. Punta Arenas, Chile. Anlöpte 3 december 1991, avseglade 6 december 1991
6. Juan Fernández-öarna, Chile. Anlöpte 10 december 1991, avseglade 11 december 1991
7. Valparaíso, Chile. Anlöpte 13 december 1991, avseglade 17 december 1991
8. Galapagos, Ecuador. Anlöpte 24 december 1991, avseglade 24 december 1991
9. Acapulco, Mexiko. Anlöpte 29 december 1991, avseglade 2 januari 1992
10. Marquesasöarna, Franska Polynesien. Anlöpte 10 januari 1992 avseglade 12 januari 1992
11. Tahiti, Franska Polynesien. Anlöpte 15 januari 1992, avseglade 19 januari 1992
12. Auckland, Nya Zeeland. Anlöpte 27 januari 1992, avseglade 31 januari 1992
13. Adelaide, Australien. Anlöpte 7 februari 1992, avseglade 11 februari 1992
14. Bali, Indonesien. Anlöpte 20 februari 1992, avseglade 21 februari 1992 (Uteankarplats)
15. Jakarta, Indonesien. Anlöpte 23 februari 1992, avseglade 21 februari 1992
16. Port Kelang, Malaysia. Anlöpte 29 februari 1992, avseglade 5 mars 1992
17. Mauritius. Anlöpte 16 mars 1992, avseglade 20 mars 1992
18. Maputo, Moçambique. Anlöpte 25 mars 1992, avseglade 28 mars 1992
19. Lüderitz, Namibia. Anlöpte 2 april 1992, avseglade 2 april 1992
20. Sankta Helena, Storbritannien. Anlöpte 6 april 1992, avseglade 7 april 1992 (Uteankarplats)
21. Dakar, Senegal. Anlöpte 13 april 1992, avseglade 16 april 1992
22. Sevilla, Spanien. Anlöpte 21 april 1992, avseglade 25 april 1992
23. Karlskrona. Anlöpte 2 maj 1992

## 1993
Gick till Afrika, östra Sydamerika, Sydostasien och Australien. Fartygschef var kommendörkapten Gösta af Klint. Sekond var L. Lindheimer.
Färdväg
1. Karlskrona. Avseglade 5 januari 1993
2. Casablanca, Marocko. Anlöpte 13 januari 1993, avseglade 17 januari 1993
3. Ilha Grande, Brasilien. Anlöpte 1 februari 1993, avseglade 2 februari 1993 (Uteankarplats)
4. Rio de Janeiro, Brasilien. Anlöpte 2 februari 1993, avseglade 6 februari 1993
5. Lüderitz, Namibia. Anlöpte 16 februari 1993, avseglade 19 februari 1993
6. Mauritius. Anlöpte 28 februari 1993, avseglade 4 mars 1993
7. Port Refug, Australien. Anlöpte 12 mars 1993, avseglade 14 mars 1993
8. Singapore. Anlöpte 18 mars 1993, avseglade 22 mars 1993
9. Port Hedland, Australien. Anlöpte 28 mars 1993, avseglade 28 mars 1993
10. Shark Bay, Australien. Anlöpte 29 mars 1993, avseglade 30 mars 1993 (Uteankarplats)
11. Fremantle, Australien. Anlöpte 1 april 1993, avseglade 5 april 1993
12. Colombo, Sri Lanka. Anlöpte 15 april 1993, avseglade 16 april 1993
13. Maldiverna. Anlöpte 18 april 1993, avseglade 20 april 1993 (Uteankarplats)
14. Pireus, Grekland. Anlöpte 2 maj 1993, avseglade 6 maj 1993
15. Varna, Bulgarien. Anlöpte 8 maj 1993, avseglade 11 maj 1993
16. Gibraltar. Anlöpte 19 maj 1993, avseglade 19 maj 1993
17. Dublin, Irland. Anlöpte 24 maj 1993, avseglade 28 maj 1993
18. Orkneyöarna, Storbritannien. Anlöpte 30 maj 1993, avseglade 31 maj 1993 (Uteankarplats)
19. Göteborg. Anlöpte 3 juni 1993, avseglade 6 juni 1993
20. Oslo, Norge. Anlöpte 7 juni 1993, avseglade 9 juni 1993 (Statsbesök)
21. Karlskrona. Anlöpte 10 juni 1993

## 1994
Tredje resan jorden runt. Gick till Västindien, genom Panamakanalen vidare till Hawaii, Japan, Sydkorea, Thailand och Indien. Fartygschef var kommendörkapten Sten Gattberg. Sekond var Anders Fogelin.
Färdväg
1. Karlskrona. Avseglade 4 januari 1994
2. Agadir, Marocko. Anlöpte 12 januari 1994, avseglade 16 januari 1994
3. Saint-Barthélemy, Västindien. Anlöpte 25 januari 1994, avseglade 27 januari 1994 (Uteankarplats)
4. Willemstad, Curaçao. Anlöpte 3x januari, avseglade ? februari 1994
5. Galapagos, Ecuador. Anlöpte 7 februari 1994, avseglade 19 februari 1994
6. Honolulu, Hawaii, USA. Anlöpte 23 februari 1994, avseglade 27 februari 1994
7. Tokyo, Japan. Anlöpte 10 mars 1994, avseglade 14 mars 1994
8. Seoul, Sydkorea. Anlöpte 17 mars 1994, avseglade 21 mars 1994
9. Hongkong. Anlöpte 25 mars 1994, avseglade 29 mars 1994
10. Bangkok, Thailand. Anlöpte 3 april 1994, avseglade 7 april 1994
11. Lumut, Malaysia. Anlöpte 12 april 1994, avseglade 15 april 1994
12. Madras, Indien. Anlöpte 20 april 1994, avseglade 24 april 1994
13. Karachi, Pakistan. Anlöpte 29 april 1994, avseglade 3 maj 1994
14. Marmaris, Turkiet. Anlöpte 13 maj 1994, avseglade 15 maj 1994 (Uteankarplats)
15. Barcelona, Spanien. Anlöpte 20 maj 1994, avseglade 24 maj 1994
16. Karlskrona. Anlöpte 3 juni 1994

## 1994–1995
Omfattade besök i Europa, Sydamerika, Västindien och USA. Fartygschef var kommendörkapten Ulf Lublin. Sekond var Tommy Sundihn.
Färdväg
1. Karlskrona. Avseglade 6 december 1994
2. Funchal, Madeira Portugal. Anlöpte 13 december 1994, avseglade 17 december 1994
3. La Guaira, Venezuela. Anlöpte 27 december 1994, Avseglade 31 december 1994
4. Bequia Island, Sankt Vincent och Grenadinerna. Anlöpte 1 januari 1995, avseglade 4 januari 1995
5. Isla Cozumel, Mexiko. Anlöpte 9 januari 1995, avseglade 11 januari 1995 (Uteankarplats)
6. Veracruz, Mexiko. Anlöpte 13 januari 1995, avseglade 17 januari 1995
7. Charleston, USA. Anlöpte 22 januari 1995, avseglade 26 januari 1995
8. Bordeaux, Frankrike. Anlöpte 7 februari 1995, avseglade 11 februari 1995
9. Karlskrona. Anlöpte 17 februari 1995

## 1995–1996
Gick till Medelhavet och Kanarieöarna. Fartygschef var Harald Abramson. Sekond var Sven Sjöberg.
Färdväg
1. Karlskrona. Avseglade 11 december 1995
2. Mindelo, Kap Verde. Anlöpte 22 december 1995, avseglade 25 december 1995
3. Malaga, Spanien. Anlöpte 31 december 1995, avseglade 3 januari 1996
4. Santorini, Grekland. Anlöpte 10 januari 1996, avseglade 13 januari 1996
5. Livorno, Italien. Anlöpte 18 januari 1996, avseglade 23 januari 1996
6. La Gomera, Kanarieöarna. Anlöpte 28 januari 1996, avseglade 29 januari 1996
7. Lissabon, Portugal. Anlöpte 1 februari 1996, avseglade 6 februari 1996
8. Den Helder, Holland. Anlöpte 13 februari 1996, avseglade 17 februari 1996
9. Göteborg. Anlöpte 20 februari 1996
10. Karlskrona. Anlöpte 22 februari 1996

## 1996–1997
Omfattade besök i Europa, Sydamerika och Afrika. Fartygschef var kommendörkapten Rolf Edwardson. Sekond var Sven Sjöberg.
Färdväg
1. Karlskrona. Avseglade 9 december 1996
2. Dartmouth, England. Anlöpte 12 december 1996, avseglade 14 december 1996
3. Mindelo, Kap Verde. Anlöpte 21 december 1996, avseglade 23 december 1996
4. Fernando de Noronha, Brasilien. Anlöpte 31 december 1996, avseglade 1 januari 1997
5. Ilha Grande, Brasilien. Avseglade 9 januari 1997
6. Rio de Janeiro, Brasilien. Anlöpte 9 januari 1997, avseglade 13 januari 1997
7. Buenos Aires, Argentina. Anlöpte 16 januari 1997, avseglade 21 januari 1997
8. Dakar, Senegal. Anlöpte 3 februari 1997, avseglade 5 februari 1997
9. Gibraltar. Anlöpte 14 februari 1997, avseglade 18 februari 1997
10. Brest, Frankrike. Anlöpte 24 februari 1997, avseglade 27 februari 1997
11. Karlskrona. Anlöpte 6 mars 1997

## 1997–1998
Gick till Afrika, Sydamerika, Karibien samt Europa. Fartygschef var Göran Oljeqvist. Sekond var C. Wallin.
Färdväg
1. Karlskrona. Avseglade 8 december 1997
2. Dakar, Senegal. Anlöpte 19 december 1997, avseglade 20 december 1997
3. Abidjan, Elfenbenskusten. Anlöpte 26 december 1997, avseglade 29 december 1997
4. Kapstaden, Sydafrika. Anlöpte 7 januari 1998, avseglade 11 januari 1998
5. Sankta Helena, Storbritannien. Anlöpte 16 januari 1998 (Uteankarplats)
6. Fortaleza, Brasilien. Anlöpte 23 januari 1998, avseglade 27 januari 1998 (Skifte av kadettomgång)
7. La Guaira, Venezuela. Anlöpte 5 februari 1998, Avseglade 9 februari 1998
8. Bequia Island, Sankt Vincent och Grenadinerna. Anlöpte 10 februari 1998, avseglade 13 februari 1998 (Uteankarplats)
9. San Juan, Puerto Rico. Anlöpte 16 februari 1998, avseglade 20 februari 1998
10. Lissabon, Portugal. Anlöpte 4 mars 1998, avseglade 7 mars 1998 (Kadetterna mönstrade av och flögs hem)
11. Portimao, Portugal. Anlöpte 8 mars 1998, avseglade 12 mars 1998 (Påbörjat PFP-övning "Strong resolve")
12. Portimao, Portugal. Anlöpte 20 mars 1998, avseglade 21 mars 1998 (Avslutat PFP-övningen.)
13. Karlskrona. Anlöpte 28 mars 1998

## 1999
Gick till Västindien, Mexiko, USA samt till Medelhavet. Fartygschef var Lennart Stenberg. Sekond var C. Wallin.
Färdväg
1. Karlskrona, Avseglade 4 januari 1999
2. Ponta Delgada, Azorerna. Anlöpte 10 januari 1999, avseglade 11 januari 1999
3. Saint-Barthélemy, Västindien. Anlöpte 17 januari 1999, avseglade 19 januari 1999 (Uteankarplats)
4. Roosevelt Roads, Puerto Rico/USA. Anlöpte 20 januari, bunkrade avseglade 20 januari 1999
5. Isla de Cozumel, Mexiko. Anlöpte 23 januari 1999, avseglade 25 januari 1999
6. Veracruz, Mexiko. Anlöpte 28 januari 1999, avseglade 1 februari 1999
7. Jacksonville, USA. Anlöpte 5 februari 1999, avseglade 9 februari 1999
8. Baltimore, USA. Anlöpte 11 februari 1999, avseglade 16 februari 1999
9. La Coruna, Spanien. Anlöpte 25 februari 1999, avseglade 28 februari 1999
10. Alexandria, Egypten. Anlöpte 8 mars 1999, avseglade 10 mars 1999
11. Beirut, Libanon. Anlöpte 11 mars 1999, avseglade 15 mars 1999
12. Marmaris, Turkiet. Anlöpte 16 mars 1999, avseglade 17 mars 1999 (Uteankarplats)
13. Pireus, Grekland. Anlöpte 18 mars 1999, avseglade 22 mars 1999
14. Livorno, Italien. Anlöpte 25 mars 1999, avseglade 29 mars 1999
15. Toulon, Frankrike. Anlöpte 31 mars 1999, avseglade 2 april 1999
16. Antwerpen, Belgien. Anlöpte 8 april 1999, avseglade 12 april 1999
17. Karlskrona. Anlöpte 16 april 1999

## 2000
Gick till västra Afrika, Brasilien, USA, Västindien och Kanada. Fartygschef var Lennart Stenberg. Sekond var P. Månsson.
Färdväg
1. Karlskrona. Avseglade 14 mars 2000
2. Dakar, Senegal. Anlöpte 24 mars 2000, avseglade 27 mars 2000
3. Rio de Janeiro, Brasilien. Anlöpte 4 april 2000, avseglade 8 april 2000
4. Fort Lauderdale, USA. Anlöpte 21 april 2000, avseglade 26 april 2000
5. Bermuda. Anlöpte 29 april 2000, avseglade 30 april 2000 (Uteankarplats)
6. Halifax, Kanada. Anlöpte 4 maj 2000, avseglade 8 maj 2000
7. Barcelona, Spanien. Anlöpte 18 maj 2000, avseglade 23 maj 2000
8. Karlskrona. Anlöpte 31 maj 2000

## 2001
Gick till västra Sydamerika, Sydafrika, Australien och Singapore. Vidare genom Suezkanalen till Turkiet och Ukraina. På resan anslöt Prins Carl Philip i Muscat, Oman och medföljde på resan tillbaka till Karlskrona. Fartygschef var kommendörkapten Erik Thermaenius. Sekond var P. Månsson.
Färdväg
1. Karlskrona. Avseglade 2 januari 2001
2. Ponta Delgada, Azorerna. Anlöpte 7 januari 2001, avseglade 8 januari 2001
3. San Juan, Puerto Rico. Anlöpte 18 januari 2001, avseglade 21 januari 2001
4. Isla Robinson Crusoe, Chile. Anlöpte 3 februari 2001, avseglade 4 februari 2001
5. Valparaíso, Chile. Anlöpte 8 februari 2001, avseglade 11 februari 2001
6. Punta Arenas, Chile. Anlöpte 18 februari 2001, avseglade 19 februari 2001
7. Buenos Aires, Argentina. Anlöpte 25 februari 2001, avseglade 1 mars 2001
8. Kapstaden, Sydafrika. Anlöpte 15 mars 2001, avseglade 18 mars 2001
9. Port Louis, Mauritius. Anlöpte 26 mars 2001, avseglade 29 mars 2001
10. Cocos Island, Australien. Anlöpte 6 april 2001, avseglade 8 april 2001 (Uteankarplats)
11. Singapore. Anlöpte 12 april 2001, avseglade 16 april 2001
12. Muscat, Oman. Anlöpte 28 april 2001, avseglade 3 maj 2001
13. Suez, Egypten. Anlöpte 10 maj 2001, avseglade 11 maj 2001 (Uteankarplats, endast bunkring)
14. Sevastopol, Ukraina. Anlöpte 16 maj 2001, avseglade 19 maj 2001
15. Istanbul Turkiet. Anlöpte 21 maj 2001, avseglade 22 maj 2001 (Uteankarplats)
16. Santorini, Grekland. Anlöpte 24 maj 2001, avseglade 25 maj 2001
17. Gibraltar. Anlöpte 31 maj 2001, avseglade 1 juni 2001
18. Cork, Irland. Anlöpte 7 juni 2001, avseglade 10 juni 2001
19. Karlskrona. Anlöpte 16 juni 2001

## 2003
Gick runt Sydamerika. Fartygschef var kommendörkapten Erik Thermenius.
Färdväg
1. Karlskrona. Avseglade 28 februari 2003
2. Porto Grande, Kap Verde. Anlöpte 10 mars 2003, avseglade 12 mars 2003
3. Rio de Janeiro, Brasilien. Anlöpte 21 mars 2003, avseglade 25 mars 2003
4. Isla Grande[förtydliga], Brasilien. Anlöpte 26 mars 2003, avseglade 28 mars 2003
5. Punta Arenas, Chile. Anlöpte 4 april 2003, avseglade 6 april 2003
6. Valparaiso, Chile. Anlöpte 13 april 2003, avseglade 18 april 2003
7. Callao, Peru. Anlöpte 22 april 2003, avseglade 26 april 2003
8. Ceiba, Puerto Rico. Anlöpte 5 maj 2003, avseglade 6 maj 2003 (Roosevelt Roades, USA Navy base)
9. Saint Barthelemy, Västindien. Anlöpte 7 maj 2003, avseglade 9 maj 2003
10. Cartagena, Spanien. Anlöpte 20 maj 2003, avseglade 24 maj 2003
11. Karlskrona. Anlöpte 1 juni 2003

## 2004
Gick via västra Afrika till Sydamerika, genom Panamakanalen till Mexiko och västra USA. Återresa genom Panamakanalen via Västindien och Portugal. Fartygschef var kommendörkapten Per Ståhl.
Färdväg
1. Karlskrona. Avseglade 17 februari 2004
2. Dakar, Senegal. Anlöpte 27 februari 2004
3. Fortaleza, Brasilien. Anlöpte 6 mars 2004
4. Port of Spain, Trinidad och Tobago. Anlöpte 15 mars 2004
5. Isla Perlas, Panama. Anlöpte 23 mars 2004 (Uteankarplats)
6. Acapulco, Mexiko. Anlöpte 30 mars 2004
7. San Diego, USA. Anlöpte 8 april 2004
8. Kingston, Jamaica. Anlöpte 27 april 2004 (Egentligen skulle fartyget till Santo Domingo med på grund av oroligheter i grannlandet Haiti blev det Jamaica istället)
9. San Salvador, Bahamas. Anlöpte 3 maj 2004 (Uteankarplats)
10. Wilmington, USA. Anlöpte 7 maj 2004
11. Ponta Delgada, Azorerna. Anlöpte 19 maj 2004
12. Lissabon, Portugal. Anlöpte 25 maj 2004
13. Karlskrona. Anlöpte 4 juni 2004

## 2005
Fjärde resan jorden runt. Detta blev också hennes sista långresa. Gick till Medelhavet genom Suezkanalen vidare till Indien, Thailand, Japan, Hawaii och västra USA. Genom Panamakanalen till Västindien och via Azorerna hem. Fartygschef var kommendörkapten Per Ståhl. Med anledning av flodvågskatastrofen i Asien den 26 december 2004 gick man till den thailändska kusten och ankrade utanför Khao Lak. Där höll man en ceremoni för offren med bland annat Sveriges ambassadör i Bangkok, Jonas Hafström, generalkonsul Christer Asp samt ett 15-tal personer ur den svenska insatsstyrkan närvarande. Resan fortsatte senare till Singapore varefter jorden-runt-resan gick vidare österut fram till anlöpet i hemmahamnen på svenska nationaldagen den 6 juni. Total restid var 138 dagar.
Färdväg
1. Karlskrona. Avseglade 21 januari 2005
2. Alexandria, Egypten. Anlöpte 2 februari 2005
3. Lakshadweep, Indien Planerat anlöp 17 februari 2005 (Uteankarplats) (Inställt)
4. Cochin, Indien. Anlöpte 19 februari 2005
5. Khao Lak, Thailand. Anlöpte 27 februari 2005 (minnesceremoni för offren i flodvågskatastrofen)
6. Singapore. Anlöpte 1 mars 2005
7. Bangkok, Thailand. Anlöpte 7 mars 2005
8. Busan, Sydkorea. Anlöpte 19 mars 2005
9. Tokyo, Japan. Anlöpte 25 mars 2005
10. Honolulu, Hawaii, USA. Anlöpte 10 april 2005
11. San Francisco, USA. Anlöpte 21 april 2005
12. Cartagena, Colombia. Anlöpte 8 maj 2005
13. Virgin Islands, Västindien. Anlöpte 14 maj 2005 (Uteankarplats)
14. Ponta Delgada, Azorerna. Anlöpte 23 maj 2005
15. Cork, Irland. Anlöpte 28 maj 2005
16. Karlskrona. Anlöpte 6 juni 2005